# ISO 3166-2:CH

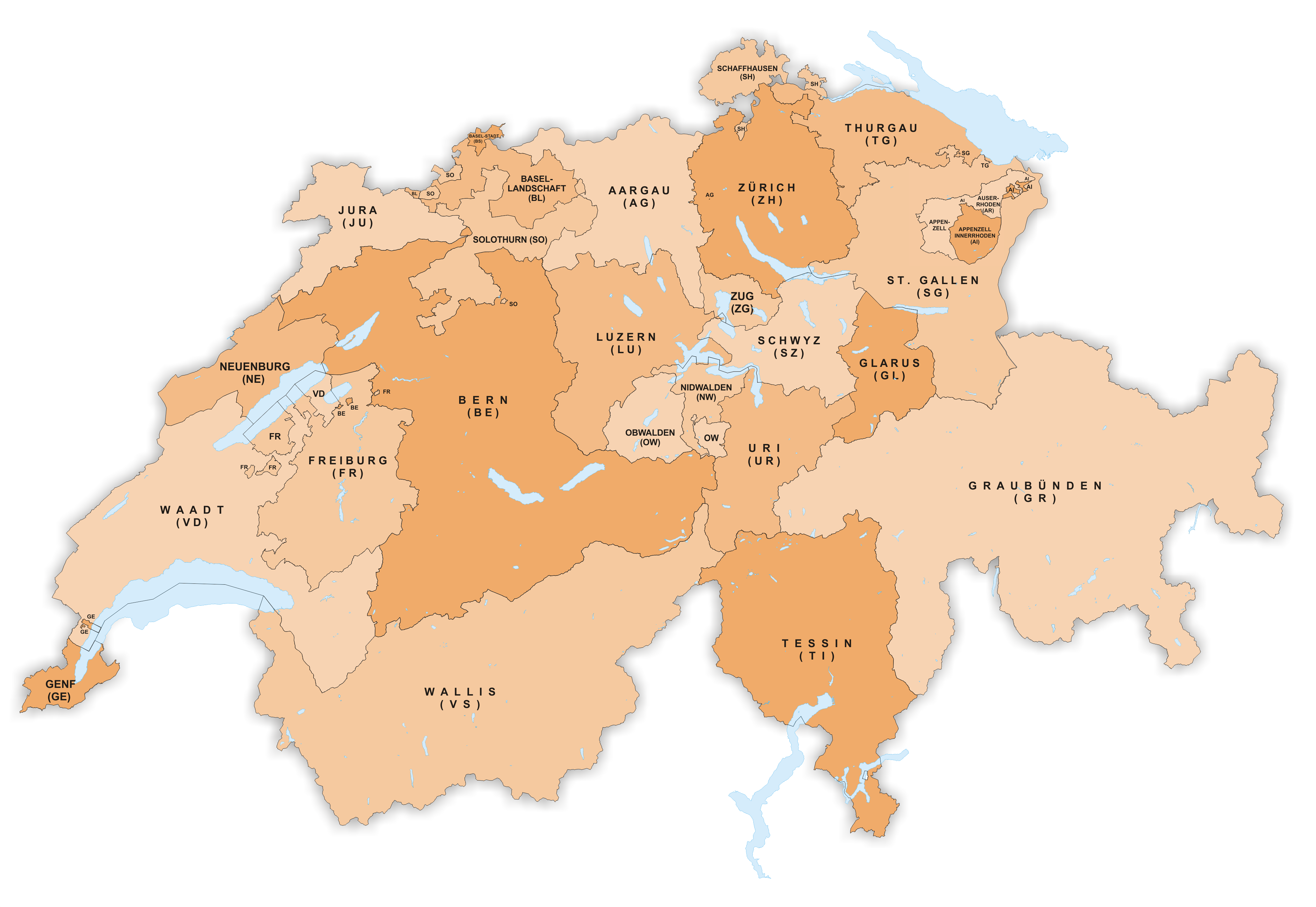
Carte des 26 cantons suisses

ISO 3166-2:CH est l'entrée pour la Suisse (ou Confédération suisse comme nom complet) dans l'ISO 3166-2, qui fait partie du standard ISO 3166, publié par l'Organisation internationale de normalisation (ISO), et qui définit des codes pour les noms des principales administration territoriales (e.g. provinces ou États fédérés) pour tous les pays ayant un code ISO 3166-1.
La norme spécifie les 26 cantons dans les quatre langues.

## Cantons
En gras, les dénominations font partie de la norme.
| Codet | français                     | allemand               | italien            | romanche          |
| ----- | ---------------------------- | ---------------------- | ------------------ | ----------------- |
| CH-AG | Argovie                      | Aargau                 | Argovia            | Argovia           |
| CH-AI | Appenzell Rhodes-Intérieures | Appenzell Innerrhoden  | Appenzello Interno | Appenzell Dadens  |
| CH-AR | Appenzell Rhodes-Extérieures | Appenzell Ausserrhoden | Appenzello Esterno | Appenzell Dador   |
| CH-BE | Berne                        | Bern                   | Berna              | Berna             |
| CH-BL | Bâle-Campagne                | Basel-Landschaft       | Basilea-Campagna   | Basilea-Champagna |
| CH-BS | Bâle-Ville                   | Basel-Stadt            | Basilea-Città      | Basilea-Citad     |
| CH-FR | Fribourg                     | Freiburg               | Friburgo           | Friburg           |
| CH-GE | Genève                       | Genf                   | Ginevra            | Genevra           |
| CH-GL | Glaris                       | Glarus                 | Glarona            | Glaruna           |
| CH-GR | Grisons                      | Graubünden             | Grigioni           | Grischun          |
| CH-JU | Jura                         | Jura                   | Giura              | Giura             |
| CH-LU | Lucerne                      | Luzern                 | Lucerna            | Lucerna           |
| CH-NE | Neuchâtel                    | Neuenburg              | Neuchâtel          | Neuchâtel         |
| CH-NW | Nidwald                      | Nidwalden              | Nidwaldo           | Sutsilvaniao      |
| CH-OW | Obwald                       | Obwalden               | Obwaldo            | Sursilvaniao      |
| CH-SG | Saint-Gall                   | Sankt Gallen           | San-Gallo          | Son Gagl          |
| CH-SH | Schaffhouse                  | Schaffhausen           | Sciaffusa          | Schaffusa         |
| CH-SO | Soleure                      | Solothurn              | Soletta]           | Soloturn          |
| CH-SZ | Schwytz                      | Schwyz                 | Svitto             | Sviz              |
| CH-TG | Thurgovie                    | Thurgau                | Turgovia           | Turgovia          |
| CH-TI | Tessin                       | Tessin                 | Ticino             | Tessin            |
| CH-UR | Uri                          | Uri                    | Uri                | Uri               |
| CH-VD | Vaud                         | Waadt                  | Vaud               | Vad               |
| CH-VS | Valais                       | Wallis                 | Vallese            | Vallais           |
| CH-ZG | Zoug                         | Zug                    | Zugo               | Zug               |
| CH-ZH | Zurich                       | Zürich                 | Zurigo             | Turitg            |

## Historiques
Historique des changements
- 24 novembre 2020 : Suppression du canton CH-GR en fra; Mise à jour de la Liste Source